# Jean Papineau-Couture
Jean Papineau-Couture (12 de noviembre de 1916 - 11 de agosto de 2000) fue un compositor canadiense.

## Biografía
Papineau-Couture nació en Montreal, es el nieto del director de orquesta y compositor Guillaume Couture.
En 1962 Papineau-Couture fue galardonado con el Premio Calixa-Lavallée. En 1968, fue nombrado Oficial del Order of Canada (Orden de Canadá) y fueron promovido al compañero en 1993. En 1989, fue nombrado Gran Oficial del Ordre National du Québec (Orden Nacional de Quebec).